# Henrik Gerner von Schmidten
Henrik Gerner von Schmidten, född den 11 februari 1799 i närheten av Vejle, död den 16 juli 1831 på Saint Croix, var en dansk matematiker. 
von Schmidten, som ursprungligen skulle bli officer och 1816 blev sekondlöjtnant i artilleriet, odlade vid sidan av sina militära sysslor matematiken med stor iver. Redan 1819 fick han Videnskabernes Selskabs silvermedalj för en avhandling om linjära differentialekvationer, som utgavs av sällskapet. Efter en flerårig studieresa förvärvade von Schmidten 1825 magistergraden med ett arbete om serier och bestämda integraler. Han anställdes strax efteråt som lektor vid Köpenhamns universitet. År 1827 blev han extra ordinarie professor vid universitetet och 1829 lärare i matematik vid Polyteknisk Læreanstalt. År 1825 upptog Videnskabernes Selskab honom som medlem. Som universitetslärare höjde von Schmidten kraven på studenterna, och han visade sin matematiska begåvning i flera avhandlingar i Videnskabernes Selskabs skrifter och i Gergonnes Annaler. Av hans arbeten kan nämnas Ledetraad ved Forelæsninger over Aritmetik og Algebra (1829) och Kort Fremstilling af Matematikkens Væsen og Værd og Forhold til andre Videnskaber (1827).